# Зеленець (Вармінсько-Мазурське воєводство)
Зеленець (пол. Zieleniec, нім. Radzienen, 1938-45: Hügelwalde) — село в Польщі, у гміні Вельбарк Щиценського повіту Вармінсько-Мазурського воєводства.
Населення — 141 особа (2011).
У 1975-1998 роках село належало до Ольштинського воєводства.

## Демографія
Демографічна структура станом на 31 березня 2011 року:
|          | Загалом | Допрацездатний вік | Працездатний вік | Постпрацездатний вік |
| -------- | ------- | ------------------ | ---------------- | -------------------- |
| Чоловіки | 84      | 18                 | 61               | 5                    |
| Жінки    | 57      | 9                  | 37               | 11                   |
| Разом    | 141     | 27                 | 98               | 16                   |